# Tanaecia jahnita
Tanaecia jahnita är en fjärilsart som beskrevs av Evans 1924. Tanaecia jahnita ingår i släktet Tanaecia och familjen praktfjärilar. Inga underarter finns listade i Catalogue of Life.